# Taxisco
Taxisco è un comune del Guatemala facente parte del dipartimento di Santa Rosa.
La località era popolata già prima della colonizzazione spagnola, da indigeni di etnia Pipil.